# Cosmocomoidea fasciata
Cosmocomoidea fasciata (лат.) — вид хальциноидных наездников рода Cosmocomoidea из семейства Mymaridae. Эндемики США.

## Описание
Мелкие хальциноидные наездники. Встречаются в США. Длина тела: 0,56—1,32 мм. Голова и грудка, в основном, коричневые или тёмно-коричневые, брюшко, главным образом, жёлтое с коричневыми полосками на тергитах боюшка.
Паразитируют на яйцах цикадок Oncometopia orbona (Fabricius) (Triapitsyn et al. 2003), Paraulacizes irrorata (Fabricius) и Homalodisca coagulata (Say) (Cicadellidae), из которых были выведены в лабораторных условиях.